# Bucht von Korobafo
Die Bucht von Korobafo liegt an der Sawusee, im Norden der Insel Roti, die zu den Kleinen Sundainseln gehört. Die Bucht trennt die Halbinsel Tapuafu von der restlichen Insel im Süden, von Westen her. Von Osten her wird die Landverbindung von der Bucht von Pepela eingeengt.